# Ikonicita
Ikonicita je odborný termín z lingvistiky a sémiotiky, který je odvozen od pojmu ikon ve smyslu Charlese Sanderse Peirce. Podle něj je ikon znak, který odkazuje na označený předmět pouze na základě jeho vlastních charakteristik. Pojem ikonicita se používá k popisu vztahu podobnosti mezi povrchovou formou znaku a potenciálním referentem.

## Ikonicita v jazyce
Ikonicita, tj. vzájemná podobnost mezi jazykovou formou a významem, je tradičně považována za okrajový jev, který z hlediska kognitivního zpracovávání, ontogeneze ani fylogeneze jazyka není příliš důležitý. Za stěžejní rysy lidského jazykového systému  spíše považuje arbitrárnost, tedy jeho symbolická povaha.
K tomu přispívá fakt, že ikonicita je často definována jednoduše jako podobnost mezi zvukem a významem.
Většina evropských jazyků má jen poměrně malou skupinu lexikálních výrazů, o kterých lze říci, že jsou „ikonické“, případně „sluchově motivované“: zřejmými příklady jsou slova reprezentující zvířecí zvuky jako „cuckoo“ nebo „quack“ v angličtině či „mňoukat“ nebo „vrkat“ v češtině. Jde tedy o případy, kdy fonologická stavba slova nějakým způsobem zrcadlí sluchový dojem z vnějšího světa a kdy toto slovo označuje třídu reálných referentů.

## Diagramatická ikoničnost
Diagramatické ikony se dle Peirce podobají objektům strukturními vztahy svých částí. U ikonických vztahů mezi jazykovým znakem a jeho objektem máme na mysli především zvukomalebné vztahy. Na Peirce navázal Jakobson a vedle ikonických vztahů ve zvukové struktuře poukázal i na ikonicitu ve struktuře gramatické. Ve vztahu ke zvukové struktuře se jedná o morfologické složky jazykové jednotky (např. přípona u zdrobněliny) a ve vztahu ke gramatické struktuře o jazykové jednotky, které převyšují samotné slovo. V jazykové oblasti se diagramatická ikonicita vyskytuje hlavně na úrovni morfologické, syntaktické a foneticko-fonologické.

## Ikoničnost v morfologii
Morfologie je bohatá na příklady znaků, které vykazují vztah ekvivalence mezi signans (označujícím) a signatum (označovaným). V různých indoevropských jazycích tak lze najít u tvarů pozitivu, komparativu a superlativu přídavných jmen postupný nárůst počtu fonémů, např. v angličtině <high – higher – highest>.
V některých jazycích lze zase u množného čísla pozorovat přídavný morfém, který ho odlišuje od jednotného čísla. Množné číslo signans (označujícího) má tendenci napodobovat význam číselného nárůstu pomocí zvětšující se délky tvaru, např. v němčině <Haus – Häuser (dům – domy)>.
Mezi ikony řadí Peirce rovněž metafory. Podobnost mezi dvěma označujícími lze vyjádřit podobností (kontiguitou) označovaných. Např. slovo hvězda se může vztahovat buď na nebeský objekt, nebo na osobu – obojí se vyznačuje tím, že vše ostatní zastíní. Charakteristickou vlastností je hierarchie obou významů – první význam je primární, bezkontextový, druhý je sekundární, obrazný.

## Ikoničnost v syntaxi
V syntaxi se můžeme setkat zejména s ikonickým principem posloupnosti, který se dějí na sémantický a pragmatický. Princip sémantické posloupnosti naznačuje, že lineární posloupnost jazykových jednotek odpovídá chronologické posloupnosti událostí v mimojazykové realitě. Jakobson v této souvislosti uvádí známý příklad Caesarova citátu <Veni, vidi, vici>.
Princip pragmatické posloupnosti poukazuje na skutečnost, že se důležitější informace obvykle umisťují na začátek věty nebo fráze. Jedním z faktorů pro pořadí ikonického vyobrazení jazykových jednotek je hierarchie. Jakobson uvádí příklad <Prezident a ministr se zúčastnili zasedání.> Toto pořadí je zdaleka obvyklejší než v opačném případě, protože postavení na začátku věty vyjadřuje přednost v oficiální hierarchii.
Pro ikonické zobrazení chronologických sledů událostí jsou dále typické podmínkové věty, u kterých platí přednostní postavení ve vztahu k důsledku – nejprve musí být stanovena podmínka, aby mohl být vyvozen důsledek <Když prší, jedu autem>.
Hierarchie gramatických pojmů jako objekt a subjekt rovněž vykazuje ikoničnost. Nejvíce převládajícím postavením v oznamovací větě je postavení subjektu před objektem. Subjekt, který je jediný nezávislý člen věty, určuje, čeho se oznámení týká <Podřízený poslouchá; Nadřízený je poslouchán.>.

## Ikoničnost foneticko-fonologická
Typickým příkladem jsou onomatopoie (zvukomalebná slova). Jedná se o jazykový jev, při němž forma některých jaz. znaků, označující, bezprostředně souvisí s jejich obsahem, označovaným, tj. forma do jisté míry imituje reálný zvuk. Jsou tedy jen přibližná a zvykově daná v konkrétním jazyce (viz české hafhaf, fr. ouaoua a něm. wauwau).
Existují i další formy ikoničnosti na rovině foneticko-fonologické, zejména u samohlásek. U zdrobnělin je často důraz na přední samohlásky, u augmentativ na zadní a/nebo otevřené. Také u slabik můžeme pozorovat jistý druh ikoničnosti <viz angl . mother, father, brother>. Ačkoli tato slova nelze rozdělit na kořen a příponu, je možné vnímat druhou slabiku jako narážku na sémantický vztah. Podobně funguje i franc. výraz <ennemi (čes. přítel)>. I když ho Saussure považuje za arbitrární, můžeme přesto ve spojení <ami et ennemi (čes. přítel a nepřítel)> pozorovat u slov příbuznost.
Dalším příkladem foneticko-fonologické ikoničnosti jsou číslovky. V angličtině se setkáváme s etymologickou spojitostí od číslovky deset <-ten, -teen, -ty>, v ruštině u některých sousedních číslovek <sem´ (7) – vosem´ (8), devjat´ (9) – desjat´ (10)>.
Platí také, že konstelace slov, která mají podobný význam, se vážou na podobné hlásky, ať už je jejich původ jakýkoliv (viz angl. bash, crash, smash).